# Take the A Train
Take the 'A' Train (nghĩa: Bắt chuyến tàu A) là một bản nhạc jazz kinh điển của nhạc sĩ Billy Strayhorn, nổi tiếng nhất với tư cách bản nhạc hiệu của Dàn nhạc Duke Ellington. 

## Quá trình sáng tác
"Chuyến tàu A" (tên khác: "Tàu cấp hành số 8") là để chỉ chuyến tàu ngầm tốc hành A của Hệ thống tàu ngầm New York. Lộ trình lúc bấy giờ của nó đi từ trạm phía đông Brooklyn (mở năm 1936) đến Harlem và phía bắc Manhattan.
Bản "Take the 'A' Train" được sáng tác năm 1939 sau khi Ellington nhận Strayhorn vào làm và đưa ông kinh phí đi từ Pittsburgh đến New York. Ellington viết, cho mảnh giấy chỉ đường Strayhorn, bắt đầu bằng câu "Bắt chuyến tàu A". Và lúc bấy giờ, Strayhorn đang ngưỡng mộ những sáng tác của Fletcher Henderson. 
"Một hôm, tôi suy tư về phong cách của ông ấy, cách ông viết cho kèn trumpet, trombone và saxophone và tôi nghĩ tôi cũng muốn thử thứ gì giống như thế." 
The World Of Duke Ellington, Stanley Dance
Mặc dù vậy, ông đã bỏ thùng rác bản ký âm đầu tiên của "Take the A Train" vì nó nghe quá giống Fletcher Henderson. Con trai của Duke Ellington là Mercer Ellington đã tìm thấy nó trong thùng rác của Strayhorn và đưa nó cho cha mình. Bài hát nhanh chóng được chọn để thay thế "Sepia Panorama", nhạc hiệu lúc bấy giờ của ban nhạc Ellington.
Mặc dù Strayhorn có viết một phiên bản lời cho bản nhạc, thì phần lời được thu âm đầu tiên lại được sáng tác bởi The Delta Rhythm Boys. Còn lời nhạc mà ban nhạc Ellington sử dụng được bổ sung bởi cô gái 20 tuổi Joya Sherrill năm 1944. Khả năng ca hát và cách xử lý bài hát độc đáo của cô đã thuyết phục Duke Ellington thuê cô làm giọng ca cho ban nhạc và sử dụng luôn phần lời của cô. Bổ sung thêm cho bản thu "Take the A Train" hơn nữa là Ray Nance - tay thổi kèn trumpet của ban nhạc, bằng nhiều đoạn hát ngẫu hứng lặp theo nhạc cụ (scat singing). Nance cũng là người thổi đoạn solo trumpet trong bản thu đầu tiên. Ngoài ra, Ella Fitzgerald đã nhiều lần thu âm ca khúc này từ năm 1957. 

## Lời nhạc
"Take the A Train" có nhiều phiên bản lời, điều không bất thường thời đó vì tính chất ngẫu hứng của thể loại jazz. Dưới đây là một phiên bản tượng trưng: 
You must take the A Train (Anh phải bắt chuyến tàu A)
To go to Sugar Hill way up in Harlem (Đi từ Sugar Hill lên Harlem)
If you miss the A Train (Nếu anh lỡ chuyến tàu A)
You'll find you've missed the quickest way to Harlem (Anh sẽ lỡ lộ trình nhanh nhất để đến Harlem)
Hurry, get on, now, it's coming (Nhanh lên, leo lên, nó đến rồi kìa)
Listen to those rails a-thrumming (All Aboard!) (Nghe tiếng đường ray rầm rập (Tất cả lên tàu!))
Get on the A Train (Lên chuyến tàu A đi)
Soon you will be on Sugar Hill in Harlem (Anh sẽ đi từ Sugar Hill đến Harlem)

## Màn trình diễn tiêu biểu
- Duke Ellington, bản không lời, Never No Lament: The Blanton-Webster Band (Bluebird, biểu diễn năm 1941)
- Duke Ellington, với giọng ca Joya Sherrill, bản thu có lời đầu tiên The Carnegie Hall Concerts: January 1946 (Prestige, biểu diễn năm 1946)
- Duke Ellington, với giọng ca Betty Roche, The 1950s: The Singers (Columbia, biểu diễn năm 1952)

## Ở Việt Nam
"Take the A Train" chưa được thu âm trong album nào nhưng thường xuyên được trình diễn trực tiếp bởi Trần Mạnh Tuấn, một mình hay sau này cùng ban nhạc do ông thành lập tên Saigon Bigband.